# SweetHeat Miami
Le SweetHeat Miami est un festival lesbien qui se déroule chaque année dans le quartier de South Beach à Miami Beach depuis 2008.
Il réunit principalement des femmes afro-américaines et hispaniques.
Avec environ 8 000 participantes pour l'édition 2013, il est le plus important festival lesbien de femmes de couleur au monde,,,.
Un autre événement lesbien a lieu à Miami Beach, l'Aqua Girl. Le plus grand festival lesbien au monde est le Club Skirts Dinah Shore Weekend en Californie qui existe depuis 1991. Le plus grand festival lesbien d'Europe est le Girlie Circuit Festival à Barcelone.

## Éditions
- 1re édition : 4 jours, du jeudi 15 mai 2008 au dimanche 18 mai 2008
- 2e édition : 4 jours, du jeudi 7 mai 2009 au dimanche 10 mai 2009
- 3e édition : 4 jours, du jeudi 13 mai 2010 au dimanche 16 mai 2010
- 4e édition : 4 jours, du jeudi 12 mai 2011 au dimanche 15 mai 2011
- 5e édition : 5 jours, du jeudi 3 mai 2012 au lundi 7 mai 2012
- 6e édition : 5 jours, du jeudi 2 mai 2013 au lundi 6 mai 2013
- 7e édition : 5 jours, du jeudi 1er mai 2014 au lundi 5 mai 2014
  - Célébrités : Erica Mena (en), Cyn Santana.
- 8e édition : 5 jours, du jeudi 14 mai 2015 au lundi 18 mai 2015
- 9e édition : 6 jours, du mercredi 11 mai 2016 au lundi 16 mai 2016
- 10e édition : 6 jours, du mercredi 3 mai 2017 au lundi 8 mai 2017
- 11e édition : 6 jours, du mercredi 16 mai 2018 au lundi 21 mai 2018
  - Célébrités : Ari Kari, Nunn, Siya (en), Yanibfly et Ziggy
- 12e édition : 6 jours, du mercredi 15 mai 2019 au lundi 20 mai 2019
  - Célébrités : Dimples (Dj)
- 13e édition : 6 jours, du mercredi 13 mai 2020 au lundi 18 mai 2020